# Jaufenburg
Die Jaufenburg befindet sich oberhalb von St. Leonhard in Passeier am Fuße des Jaufenpasses in Südtirol. Heute steht die Burg abseits der Hauptverkehrswege, damals am Schnittpunkt der Wege über Jaufenpass und Timmelsjoch. Der älteste noch erhaltene Teil der Burg stammt aus dem späten 13. Jahrhundert.

## Baugeschichte und Architektur

### Der Bergfried
Der Bau des heute noch erhaltenen Turms der Jaufenburg muss wohl in das zweite Drittel des 13. Jahrhunderts zurückreichen. Erstmals erwähnt wurde der Bergfried als „turn under Jauven“ im Jahre 1320. Ursprünglich befand sich der Hocheinstieg im zweiten Stock der Turmanlage. Heute betritt man die Burg drei Meter über Erdbodenniveau im Stockwerk darunter. An den Wänden lassen sich hier noch Spuren der einstigen Holzstufen erkennen, sowie eine gemauerte Stufe zu einer Segmentbogennische. Im zweiten Stock trifft man auf den bereits erwähnten Torbogen des einstigen Hocheinstieges. Ebenso ist noch der einstmalige Durchgang erkennbar, welcher in den heute nicht mehr erhaltenen Südwestpalas geführt hat. Der dritte Stock zeigt Öffnungen, die wohl im 16. Jahrhundert entstanden sind. Auch lassen sich hier Reste einstiger Renaissancemalereien erkennen; ein Indiz dafür, dass einstmals mehrere Etagen des Turms mit Fresken ausgemalt waren. Die noch erhaltenen Wandmalereien von Bartlmä Dill Riemenschneider befinden sich  im vierten Stockwerk. Die fensterlose Südwand ist bis auf eine nicht mehr erhaltene Kahlstelle gänzlich ausgemalt, ebenso das Seitensitzfenster an der Ostwand und der Fensterrahmen an der Westwand. Die Malereien an den übrigen Wänden des 6,5 mal 6,5 Meter großen Raumes sind fast gänzlich verloren gegangen. Wahrscheinlich wurde der Turm im 16. Jahrhundert ab dem vierten Stockwerk erhöht, weshalb sämtliche Öffnungen im fünften Stock in dieses Jahrhundert zu datieren sind. Beinahe alle der hier anzutreffenden Öffnungen dienten der Verteidigung der Burganlage. „Sechs der ehemals acht Rückstoßbalken haben sich im fünften Stockwerk samt den zugehörigen Holzausschachtungen original erhalten.“

### Die Wandmalereien
Die Wandmalereien, die sich im vierten Stockwerk des Bergfriedes noch erhalten haben, sind in das 16. Jahrhundert zu datieren und sind einige der wenigen noch erhaltenen Renaissancemalereien in Tirol. Sie werden Bartlmä Dill Riemenschneider, einem Sohn des Tilman Riemenschneider, zugeschrieben. Der Künstler bemalte unter anderem auch den Dreikönigsaltar aus dem Brixner Dom und hinterließ seine Spuren in mehreren Tiroler Schlössern. Die Malereien sind durch Bibelzitate ergänzt; verwunderlich ist dabei, dass es sich teilweise um Zitate aus der Luther-Übersetzung des Bibeltextes handelt, und das obwohl der Auftraggeber für die Malereien ein katholischer Bischof, nämlich Christoph Fuchs von Fuchsberg, war. Erstaunlich ist auch, dass Christoph Fuchs bereits 1538, kurze Zeit nach dem Erscheinen der Lutherbibel, Zugang zu derselben hatte. Am oberen Rand der Malereien befinden sich Wappen verschiedenster zum Teil zugeheirateter Familien, unter anderem auch jenes der Herren Fuchs von Fuchsberg. Im Hauptteil der Malereien erkennt man überwiegend religiöse Motive und auch einige Putten. Im Fensterbogen im Westen spielen drei nackte Putten, das Ostfenster ist mit der Verkündigungsgeschichte ausgemalt. Umrahmt wird alles von einem gemalten Balustrade im unteren Bereich und zwei Scheingesimsen im oberen Bereich, in welche der Maler auch durch mehrere angesetzte Scheren auf seinen Namen hinweist.

### Die übrige Burganlage

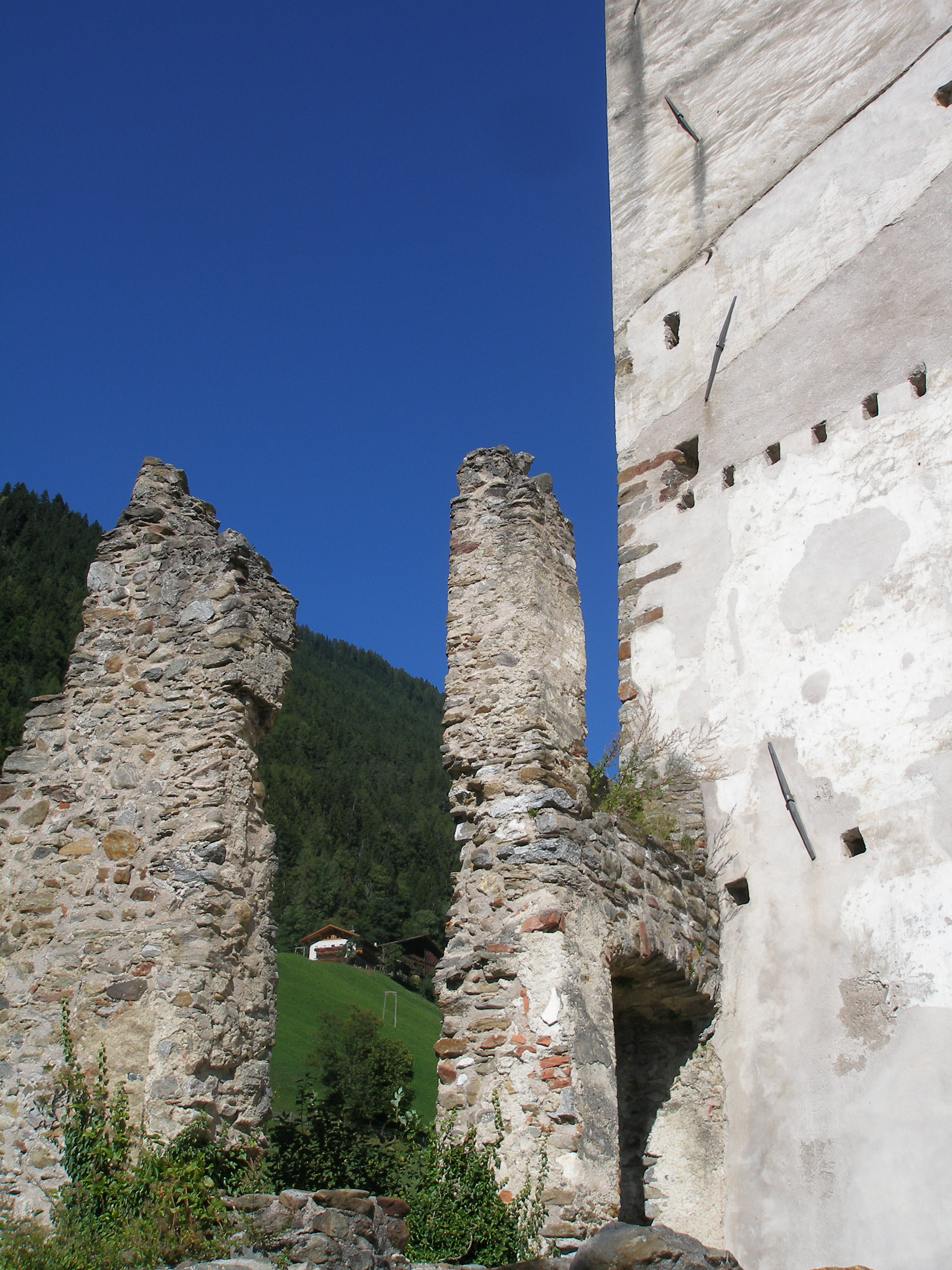
Innerhalb der Anlage

Von den übrigen Bauten der Burganlage sind heute nur noch Mauerreste erhalten geblieben. Im Wesentlichen bestand die Anlage noch aus zwei Palassen – dem West- bzw. Südpalas und dem Ostpalas – sowie mehreren Wirtschaftsgebäuden. Wie aus älteren Darstellungen hervorgeht, war die Jaufenburg einstmals eine sehr große und ansehnliche Burganlage, die erst nach ihrer Auflassung im 18. Jahrhundert dem Verfall preisgegeben wurde. Die Folge war die vollständige Zerstörung der Burganlage; lediglich der Bergfried blieb erhalten. Aus bildlichen und schriftlichen Quellen geht hervor, dass die Burg mit eigener Kapelle und mehreren Gärten ausgestattet war. Neben den Wirtschaftshäusern gehörten noch eine Schmiede und die Pfistradalm (St. Anna) zu den Besitzungen der Jaufenburg.

### Die Anlage ab dem 18. Jahrhundert
Nachdem die Grafen Fuchs von Fuchsberg Mitte des 18. Jahrhunderts wegen finanzieller Schwierigkeiten die Burganlage auflassen mussten, wurde sie zunächst von dem  Freiherrn Hieronymus de Battaglia verwaltet, dem die Gerichtsherrschaft von Passeier übertragen wurde. Hieronymus trat aber bereits 1762 von seiner Aufgabe als Gerichtsherr im Passeiertal zurück und gab somit auch die Jaufenburg gänzlich auf. Nachdem die Burganlage in den Franzosenkriegen 1809 arg beschädigt worden war, ersteigerte sie 1833 Josef Haller von St. Leonhard, zusammen mit dem Baumannhof unterhalb der Jaufenburg. Die Pfistradalm kam bei der Versteigerung in den Besitz der Gemeinde Latsch im Vinschgau.
Die Jaufenburg wurde nun als Materialdepot benutzt und die Entnahme von zugehauenen Steinen für Bauten im Dorf beschleunigte den Verfall. In einem Inventar aus dem 18. Jahrhundert werden mehrere barocke Räume genannt, von denen heute aber nichts mehr erhalten ist. Nachdem der Heimatschutzverein Meran bereits 1911 eine Renovierung der Burganlage gefordert hatte, besichtigten im Jahre 1913 zwei Konservatoren die Anlage und unterrichteten das k.k. Zentralkomitee in Wien über die notwendige Restaurierung des Daches. Durch den Ausbruch des Edamals erneuerte der Heimatschutzverein das beschädigte Dach und rettete damit die Fresken im vierten Stockwerk. 1995 kam es  zu einer umfangreichen statischen Sicherung des Bergfriedes, wonach die Anlage der Öffentlichkeit zugänglich gemacht wurde. Eine umfangreiche Renovierung der noch erhaltenen Fresken fand im Jahre 2000 statt.

## Die Bewohner der Burg

### Die Herren von Passeier
Im Jahre 1363 wurde Tirol von Margarete von Tirol an das Haus Habsburg abgetreten. Bereits damals scheinen die Herren von Passeier unter den Sieglern der Übertragungsurkunde auf. Das Gericht Passeier, welches die Herren von Passeier innehatten, wird erstmals 1290 erwähnt. Die Herren von Passeier starben  1418 mit Ritter Hildebrand im Mannesstamme aus. Dessen Tochter Barbara hatte sich bereits 1385 mit Christoph Fuchs von Fuchsberg vermählt, so dass die Burg nach dem Tod des Ritters Hildebrand an die Herren Fuchs von Fuchsberg überging.

### Die Herren bzw. Grafen Fuchs von Fuchsberg in der Jaufenburg
Die Familie Fuchs von Fuchsberg bestand aus drei Linien: die Freudensteiner Linie (bis 1550), jene von Lebenberg (in deren Besitz die Jaufenburg nach Aussterben der Jaufenburger Linie überging) und eben jene von Jaufenburg. Dass die Herren der Jaufenburg lange Zeit sehr mächtig und reich waren, belegen viele zeitgenössische Quellen. So war zum Beispiel Degen I. von Jaufenburg Landeshauptmann von Tirol. Eine besondere Stellung errang aber Christoph II. von Fuchsberg als Bischof von Brixen. In seinem Auftrag entstanden auch die Fresken in der Jaufenburg. Als besonders großzügig gegenüber der Talbevölkerung ging Carl Graf Fuchs der Jüngere in die Geschichte ein. Nach dessen Tod mussten seine Nachfahren jedoch ein hochverschuldetes Erbe übernehmen, welches sich mit ihrer gewohnt verschwenderischen Lebensweise nicht vereinbaren ließ. Die seit 1634 dem Grafenstand angehörenden Fuchs feierten berauschende Feste auf Kosten der Talbevölkerung, ein Grund, weshalb sich auch das Verhältnis zu diesen arg verschlechterte. 1749 starb mit Sebastian Franz Fuchs die Jaufenburger Linie aus und die Burg fiel in den Besitz der Lebenberger. Als 1828 auch diese Linie ausstarb kam die Burg 1833 wie bereits erwähnt in den Besitz der Familie Haller, Baumann. Die Herren der Jaufenburg waren stets auch Gerichtsherren im Passeiertal. Jedoch verpfändeten sie dieses oft, wodurch Streitigkeiten mit der Talbevölkerung entstanden. Bis zum Tod von Carl Fuchs erging es der Bevölkerung unter den Herren Fuchs aber relativ gut und vor allem die kirchlichen Einrichtungen im Passeiertal erhielten viele Spenden und Schenkungen. Daraus ist auch die Grabstätte direkt unterhalb des Altars der Pfarrkirche von St. Leonhard zu erklären.

## Heilig-Kreuz-Kirche

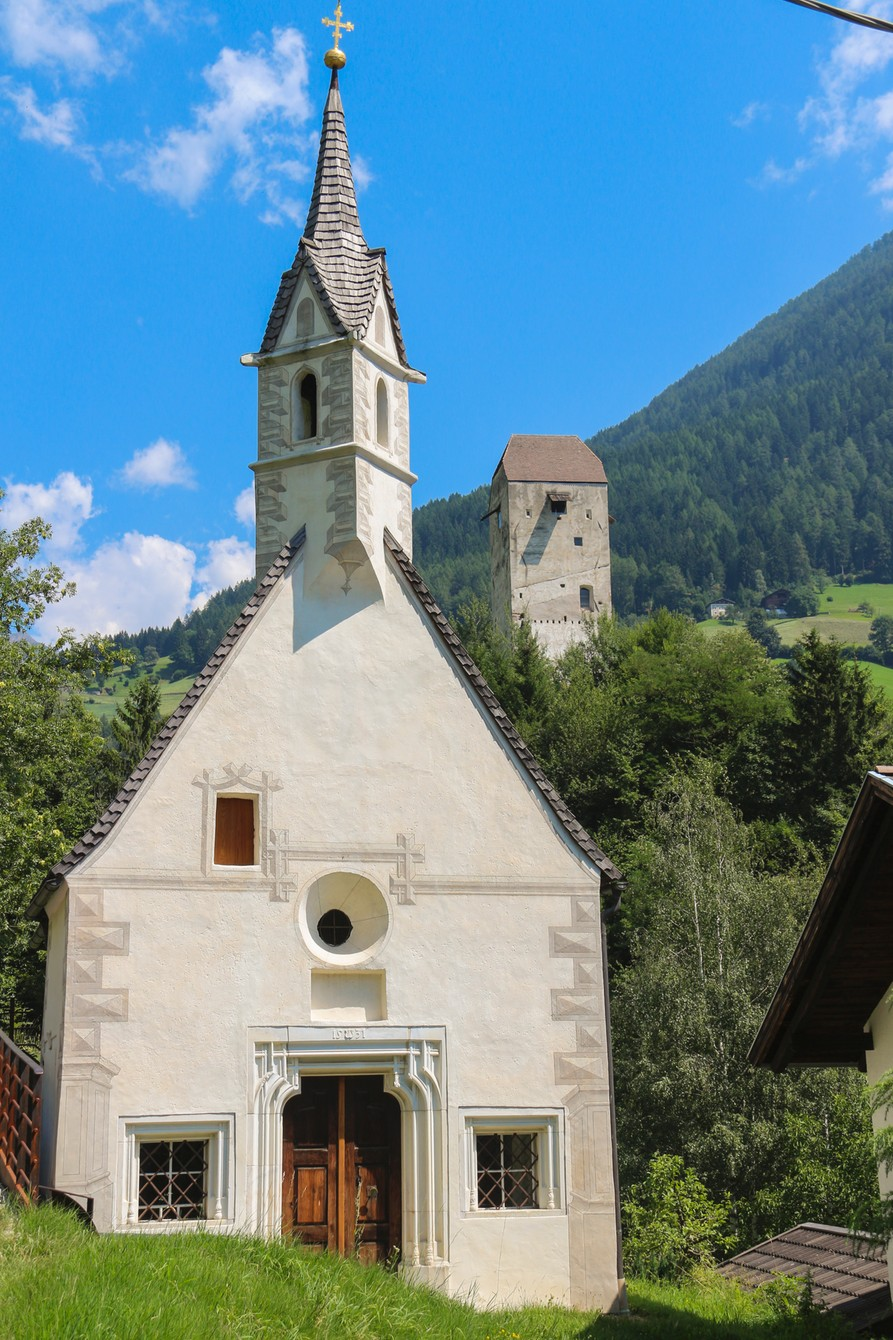
Heilig-Kreuz-Kirche

Am Fuße der Jaufenburg befindet sich die Heilig-Kreuz-Kirche, in welcher sich auch die älteste Darstellung der Burganlage am Jaufenpass befindet. Die Kirche wurde der Sage nach von Hildebrand Fuchs 1531 errichtet, der bei der Heimreise von einer Pilgerfahrt nach Jerusalem in Seenot geraten war und daraufhin das Gelübde abgelegt hat, dort eine Kapelle zu errichten, wo ihm sein Pferd ein Zeichen geben würde. Dieses fiel am Fuße der Jaufenburg auf die Knie, woraufhin er dort die Heilig-Kreuz-Kirche errichten ließ. Die Kapelle wurde von Bartlmä Hueber errichtet, der Türsturz aus Marmor trägt die eingemeißelte Jahreszahl 1531. Motive der gotischen Wandmalereien in der Kirche  sind vor allem Szenen aus dem Leben und Leiden Christi. Im Hintergrund einer Szene, in der die Frauen den Jüngern von der Auferstehung Jesu berichten, erkennt man die älteste Darstellung der Jaufenburg-Anlage. Das volkskundlich interessante Gemälde "Der Weg zum Himmel und zur Hölle" von Benedikt Auer d.J. aus dem Jahre 1816, welches ursprünglich in der Kirche untergebracht war, befindet sich heute im MuseumPasseier, wo auch weitere Kunstwerke aus der sogenannten Passeirer Malerschule anzutreffen sind. Neben diesem Gemälde befanden sich noch viele weitere Skulpturen und Ziergegenstände, sowie Kelche und Glöckchen in der Heilig-Kreuz-Kirche. Einiges davon wurde aber zusammen mit dem Altarstein 1785 aufgrund der kirchenpolitischen Maßnahmen des Joseph II. vom damaligen Besitzer Graf Josef Fuchs von Lebenberg in die Schlosskapelle in Schloss Lebenberg gebracht. 1790 übergab eben jener Graf die Kirche der Pfarrgemeinde von St. Leonhard, die bei Hochwasser des Waltner Bachs nur diese Kirche  besuchen konnten. Die wertvollen Figuren einer Kreuzigungsgruppe aus Süddeutschland aus der Heilig-Kreuz-Kirche befinden sich heute als Leihgabe im Diözesanmuseum Brixen.